# Harrie Lavreysen
Harrie Lavreysen (Luyksgestel, Bergeijk, Brabant del Nord, 14 de març de 1997) és un ciclista neerlandès, especialista en el ciclisme en pista. Ha guanyat dues medalles de plata als campionats del món de 2017.

## Carrera
Lavreysen va començar la seva carrera esportiva amb sis anys com a ciclista de BMX al circuit De Durtrappers del seu poble Luyksgestel. Ràpidament aconseguí tres campionats dels Països Baixos i tres campionats d'Europa seguits en categoria junior. Un seguit de lesions a l'espatlla dreta el van alentir en el seu progrés, fins que en una caiguda es va lesionar les dues espatlles alhora. Va ser a partir de les dues lesions que Lavreysen, amb 18 anys, va canviar de modalitat i es dedicà al ciclisme en pista.
Els seus primers grans èxits en el ciclisme en pista van ser les dues medalles de plata que guanyà al Campionat del món de Hong Kong l'any 2017.

## Palmarès

### Resultats a laCopa del Món
- 2017-2018
  - 1r a Manchester, en Velocitat
  - 1r a Pruszków, en Velocitat per equips
  - 1r a Milton, en Keirin
  - 3r a Manchester, en Velocitat per equips
- 2018-2019
  - 1r a Londres, en Velocitat
  - 2n a Saint-Quentin-en-Yvelines, en Velocitat
  - 2n a Milton, en Velocitat
  - 1r a Milton, en Velocitat per equips
  - 1r a Berlin, en Velocitat per equips
  - 1r a Londres, en Velocitat per equips
- 2019-2020
  - 1r a Minsk, en Keirin
  - 1r a Minsk, en Velocitat
  - 1r a Glasgow, en Velocitat
  - 1r a Hong Kong, en Velocitat
  - 1r a Minsk, en Velocitat per equips
  - 1r a Glasgow, en Velocitat per equips
  - 1r a Hong Kong, en Velocitat per equips